# ラテックスアレルギー
ラテックスアレルギー (英: Latex allergy, 独: Latexallergie) は、医療用手袋などに使われている天然ゴムの成分によって即時型アレルギー反応を起こす病態である。メロンや桃、栗、バナナなどの果物に含まれる成分と交叉反応を起こすことがあり、フルーツアレルギーを合併するため、ラテックス・フルーツ症候群と呼ばれることがある。全身性蕁麻疹やアナフィラキシーショックに陥ることがある。食品ならば該当食品の摂取回避、ゴム手袋やコンドームなど着用品ならばポリウレタンやイソプレンラバーの製品で代替することで対策する。

## 原因
天然ゴムの原料となるゴムの木は、そのほとんどがパラゴムノキという種類であり、東南アジア地域に集中して栽培されている。ラテックスは、成長したゴムの木の幹に傷をつけそこから得られた白い樹液であり、多くの蛋白質が含まれている。ゴム手袋など最終製品にもこの蛋白質が残留しておりアレルギー反応を起こすものと考えられる。主要アレルゲンは、Hevea brasiliensis proteins(b1～b10) まで同定されている。また、ゴム製造における加硫促進剤として利用されるチウラム(テトラメチルチウラムジスルフィド)が、日本人では5～7%の人がアレルゲンの陽性率を示す。バナナ・クリ・キウイのアレルギーとの交叉反応も知られる。

## 疫学
患者はラテックス製の手袋を業務中に常時多用する医師・看護師をはじめとした医療従事者に多いが、手袋を使用した外科手術を受けたことにより一般患者が発症する例も稀にある。また、他の病気に対して、二分脊椎症の患者にも多い。なぜなら産後に、早期に手術する際にラテックス手袋に対し感作されるため。また、排尿障害のためラテックス製の持続導尿カテーテルを留置することが多いためである。